# جونی جیمز
جونی جیمز (انگلیسی: Joni James؛ زادهٔ ۲۲ سپتامبر ۱۹۳۰ - فوت شده ۲۰ فوریه امسال) یک موسیقی‌دان اهل ایالات متحده آمریکا بود. وی بین سال‌های ۱۹۵۲ تا ۱۹۶۴ میلادی فعالیت می‌کرد.